# 錫斯基尤山脈
錫斯基尤山脈（英語：Siskiyou Mountains）是克拉馬斯山脈的一座沿海山脈，位於美國加利福尼亞州西北部和俄勒岡州西南部。它以弧形延伸約100英里（160公里），從加利福尼亞州新月城以東，沿克拉馬斯河北岸延伸至俄勒岡州的約瑟芬縣和傑克遜縣。
錫斯基尤山脈的最高峰為阿什蘭山，其海拔高度為7,532英尺（2,296公尺）。